# Virginia Hall
Virginia Hall, ps. agentka 3844, Diane (ur. 6 kwietnia 1906 w Baltimore, zm. 12 lipca 1982 w Rockville) – amerykańska agentka, przywódczyni dwóch siatek wywiadowczych we Francji w czasie II wojny światowej (SOE i OSS), następnie analityczka CIA.

## Życiorys

### Pochodzenie i młodość
Urodziła się 6 kwietnia 1906 r. w Baltimore jako córka bankiera Edwina Lee Halla i jego żony Barbary Virginii Hammel, która była sekretarką swojego późniejszego męża. Rodzice planowali wydać Hall dobrze za mąż, jednak ona sama lubiła uprawiać sport i zamierzała pracować w dyplomacji. Od 1926 do 1933 r. studiowała na Radcliffe College i Barnard College na Uniwersytecie Columbia, a następnie na uczelniach w Europie (Francji, Niemczech i Austrii). Ku niezadowoleniu rodziców na studiach nie znalazła kandydata na męża, a jedyną poważniejszą znajomość – z polskim oficerem – zerwała na żądanie ojca. Po studiach kilkukrotnie aplikowała do Departamentu Stanu, ale jej podania były odrzucane, gdyż w ówczesnej amerykańskiej dyplomacji bardzo rzadko zatrudniano kobiety. Ostatecznie w 1931 r. przyjęła posadę sekretarki w ambasadzie amerykańskiej w Warszawie, a następnie w tureckim Izmirze, Austrii, Tallinie w Estonii i Włoszech.
W 1933 r., podczas polowania na otaczających Izmir bagnach, potknęła się przy przechodzeniu przez płot, w efekcie czego wypaliła niezabezpieczona strzelba, którą niosła na ramieniu. W wyniku postrzału została ranna w lewą stopę, a na skutek rozwijającej się gangreny, konieczna była amputacja nogi poniżej kolana, doszło też do ogólnoustrojowego zakażenia. Po powrocie do Stanów Zjednoczonych Hall otrzymała protezę w formie aluminiowej stopy na drewnianej nodze, którą nazywała Cuthbert. Z uwagi na ograniczenia ówczesnej technologii proteza nie była dobrze dopasowana, a mocujące protezę skórzane pasy powodowały odparzenia i raniły kikut. Na skutek amputacji Hall straciła ostatecznie możliwość pracy w dyplomacji, pomimo interwencji u prezydenta Franklina Roosevelta, który pozwolił jej jedynie na pracę w charakterze sekretarki.

### Początek II wojny światowej
Po pobycie w Stanach Hall pracowała między innymi w ambasadzie w Tallinnie, ale w maju 1939 r. rzuciła tę posadę i wyjechała do Paryża, gdzie znalazła zatrudnienie jako dziennikarka. Po agresji III Rzeszy na Polskę pojechała do Londynu, by wstąpić do brytyjskiej armii, ale została odrzucona ze względu na amerykańskie obywatelstwo. Wróciła więc do Francji i po agresji niemieckiej na ten kraj zaciągnęła się do francuskiej służby pomocniczej jako kierowca karetki i w ten sposób wzięła udział w kampanii francuskiej. Po upadku Francji wyjechała przez Hiszpanię do Wielkiej Brytanii. Brytyjski agent George Bellows, rezydujący w Hiszpanii, zwerbował ją do francuskiej sekcji brytyjskiego wywiadu Special Operations Executive, który intensywnie poszukiwał agentów i źródeł informacji w okupowanej Francji (w 1941 r. SOE nie miało żadnego agenta w tym kraju).

### Pierwsza misja we Francji
Po przeszkoleniu Hall została wysłana do Francji jako agentka 3844 w celu zdobywania informacji i koordynacji funkcjonowania ruchu oporu. Do okupowanego kraju pojechała jako obywatelka neutralnych Stanów Zjednoczonych i dziennikarka New York Post Marie Monin. Na jej korzyść działała niepełnosprawność i płeć, które przynajmniej początkowo mogły stanowić część kamuflażu. Podając się za dziennikarkę poznała Suzanne Bertillon, która zajmowała się cenzurą korespondencji zagranicznych mediów i działała w ruchu oporu. Bertillon poznała Hall ze swoimi kontaktami w całej Francji, co umożliwiło jej zdobywanie dużej ilości informacji. Ponadto zajęła się organizowaniem podziemnej prasy, która trafiała do około dwóch milionów Francuzów. Hall zdołała skutecznie przetrwać we Francji dlatego, że w odróżnieniu od wielu innych agentów i członków ruchu oporu regularnie zmieniała wizerunek, unikała zbędnych rozrywek i kontaktów towarzyskich oraz potrafiła kontrolować, komu i co mówiła. W efekcie po 15 miesiącach rekrutacji, szkoleń i infiltracji z ponad 20 agentów brytyjskich we Francji, tylko Hall zdołała przetrwać i podjąć działalność.
Hall stworzyła siatkę, która stała się zalążkiem ruchu oporu we Francji Vichy, a potem także na terytorium okupowanym. Chyba najważniejszą postacią wśród jej ludzi była Germaine Guérin, właścicielka luksusowego burdelu, do którego chodzili urzędnicy państwa Vichy i niemieccy oficerowie, która dzięki swoim dziewczynom była nieocenionym źródłem informacji, ale także stwarzała możliwości oddziaływania. Dziewczyny nie tylko wyciągały od klientów informacje, ale także namawiały ich na heroinę i w niejedym przypadku doprowadziły ich do uzależnienia, a tym samym do wyłączenia ich jako żołnierzy. Dziewczyny, które złapały chorobę weneryczną, dzięki świadectwu zdrowia wystawianemu przez znajomego ginekologa, świadomie zarażały Niemców, aby długofalowo oganiczyć ich możliwości. Dalszymi współpracownikami Virginii Hall byli robotnicy, kelnerki, lekarze, fryzjerki, policjanci, studenci, przedsiębiorcy i kolejarze. Hall organizowała przez swoją siatkę także akty małego sabotażu, jak choćby zatruwanie żywności przeznaczonej na eksport do Niemiec, ale też stworzyła szlak przerzutowy przez Pireneje do Hiszpanii. W marcu 1942 r. zorganizowała ucieczkę 12 agentów SOE przetrzymywanych w obozie internowania w Mauzac, a następnie przerzuciła ich do Hiszpanii.

### Ucieczka
Podczas przygotowań do inwazji w Afryce Północnej jesienią 1942 r. Hall zwlekała z ewakuacją mimo 15 miesięcy pobytu we Francji. Po lądowaniu aliantów w Afryce wsiadła do ostatniego pociągu na południe Francji, a już następnego dnia niemieckie wojska weszły na terytorium Vichy, zaś Gestapo zaczęło wyłapywać i torturować współpracowników Hall, których wydał niemiecki konfident w szeregach jej siatki. Mimo to nie zdołało jej ująć, a nawet błędnie przyjmowało, że jest Kanadyjką. Na kolportowanych przez władze niemieckie plakatach określono ją jako najbardziej niebezpiecznego szpiega wroga. Hall po opuszczeniu pociągu przekroczyła granicę hiszpańską, wykorzystując wraz z przewodnikiem i dwoma innymi zbiegami, długi na 80 kilometrów szlak wiodący przez Pireneje, mimo protezy i temperatury -20 °C. Przyznała później, że najstraszniejszym momentem pobytu w okupowanej Francji było to przejście przez góry.
Po przeprawie przez góry, udała się na pociąg do Barcelony, ale ponieważ kilka godzin czekała na stacji, zwróciła na siebie uwagę podróżnych i została aresztowana przez policję za nielegalne przekroczenie granicy. Z aresztu zwolniła ją interwencja amerykańskiej ambasady, która o jej ujęciu dowiedziała się od prostytutki, którą Hall zwerbowała do współpracy w czasie pobytu w areszcie.

### Druga misja we Francji
Na krótko wróciła do Wielkiej Brytanii, gdzie odebrała Order Imperium Brytyjskiego. Początkowo została skierowana do Hiszpanii, gdzie miała przejmować uciekinierów z Francji. Hall chciała jednak wrócić do wykonywania misji w terenie, a ponieważ brytyjskie służby odmawiały jej zgody na przerzucenie za linię frontu, zgłosiła się do amerykańskiego Office of Strategic Services i w kwietniu 1944 r. została przerzucona do Bretanii jako serowarka Marcelle Montagne (ps. Diane), wraz z drugim agentem, który był dowódcą misji. Oboje dotarli do Paryża, ale Hall uznała towarzyszącego jej przełożonego za niekompetentnego i narażającego misję na wpadkę, w związku z czym porzuciła go i wyjechała na prowincję, gdzie stworzyła nową siatkę w regionie górnej Loary. Koordynowała zrzuty dla miejscowego ruchu oporu i prowadziła szkolenia, a po lądowaniu aliantów w Normandii organizowała akcje dywersyjne na niemieckim zapleczu i była zaangażowana w operację Jedburgh, polegającą na zrzucaniu brytyjskich grup dywersyjnych. Podczas drugiej misji we Francji poznała por. Paula Goillota, który został jej zastępcą. Po wyzwoleniu Paryża chciała likwidować niedobitki niemieckich oddziałów we Francji wraz z grupą ochotników, ale szybko dostała rozkaz demobilizacji i wróciła do Stanów wraz z Goillotem.

### Lata powojenne
Po powrocie jako jedyna cywilna kobieta została odznaczona Distinguished Service Cross. Na jej własną prośbę odznaczenie wręczał dowódca OSS William J. Donovan, a nie prezydent Harry Truman, gdyż Hall nie chciała rozgłosu. Po wojnie jako jedna z pierwszych kobiet zatrudniła się w CIA, gdzie pracowała jako analityczka, ale była pomijana przy awansach i wyróżnieniach ze względu na płeć. W wieku 60 lat odeszła na emeryturę i nie otrzymała zwyczajowej propozycji pracy konsultantki. Resztę życia spędziła na farmie w Barnesville w Marylandzie z mężem Paulem Goillotem, którego poślubiła w 1950 r.
Zmarła 12 lipca 1982 r. w Rockville.
W 2019 roku w księgarniach pojawiły się poświęcone jej książki A Woman of No Importance, Hall of Mirrors i The Lady Is a Spy, przy czym do pierwszej z nich wykupiono prawa do ekranizacji.